# Polluter Pays Principle
Polluter pays principle (zkratka PPP) - znečišťovatel platí - je princip, že škody na životním prostředí musí hradit ten kdo je způsobí. Tento princip se Evropská unie či Česká republika snaží zahrnout zejména do ekonomických nástrojů (poplatky, daně, pokuty…) ochrany životního prostředí.